# ミツバチ科
ミツバチ科（ミツバチか、Apidae）は、ミツバチ上科の中で最大の科であり、少なくとも5700種が属する。科にはマルハナバチやミツバチなど最も一般的に見られるハナバチの仲間だけでなく、ハリナシバチ（蜂蜜を採るために利用される）、クマバチ、シタバチ、コシブトハナバチ、キマダラハナバチ、ルリモンハナバチおよび他のさほど有名でない多くの種が含まれる。多くの自然植生および農作物にとって重要な送粉者となっている。

## 分類
現在のミツバチ科には、従来の分類群（ミツバチ、マルハナバチ、ハリナシバチ、シタバチ）に加えて、クマバチやキマダラハナバチなどかつてのコシブトハナバチ科とCtenoplectridae科に分類されていたすべての属が含まれている。
ミツバチ科の最もよく目にする種は社会性のものであるが、大半の種は単独性であり、その中にはキマダラハナバチやルリモンハナバチなど労働寄生種も含まれる。
かつてのミツバチ科には4つの族（ミツバチ亜科: ミツバチ族およびシタバチ族、マルハナバチ亜科: マルハナバチ族およびハリナシバチ族）のみが含まれていたが、旧コシブトハナバチ科のすべての族・亜科と、族に格下げとなった旧Ctenoplectridae科とともに、ミツバチ亜科の族として分類しなおされることになった。グループの分類学上の階級を下げる傾向は、既存のすべてのハナバチを「ミツバチ科」の名の下にまとめて分類するという2005年の研究においてさらに進んだが、その後2020年頃までに、ハナバチ類は7つの科に、ミツバチ科も以下のように6亜科に再編された。

### 亜科

#### ミツバチ亜科
ミツバチ亜科には、従来のミツバチ、マルハナバチ、ハリナシバチ、シタバチの4族に加え、Centridini族が含まれる。ミツバチ、ハリナシバチ、マルハナバチは真社会性あるいはコロニー性である。これらの社会性はそれぞれ独自に発達したと考えられることもあり、働き蜂同士のコミュニケーションや巣の作り方などに顕著な違いが見られる。シタバチ族とCentridini族のハチは基本的には単独で生活する。
- Apini（ミツバチ族）
- Bombini（マルハナバチ族）
- Euglossini（シタバチ族）
- Meliponini（ハリナシバチ族）
- Centridini

#### コシブトハナバチ亜科

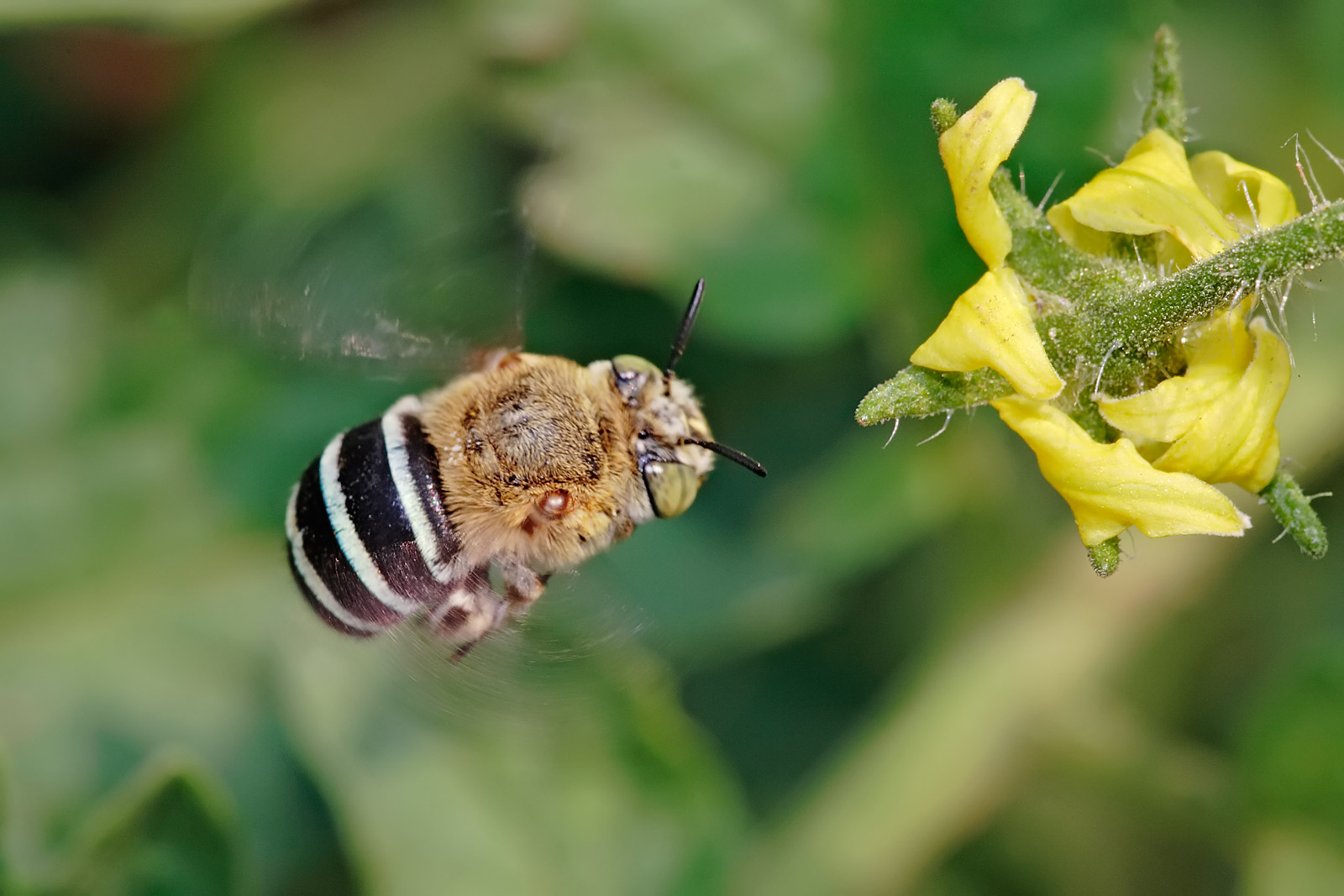
トマトの花に近づくコシブトハナバチの1種（Amegilla cingulata）

コシブトハナバチ族のみが含まれる。かつて1990年代の分類ではヒゲナガハナバチ族やヤドリコシブトハナバチなどを含むコシブトハナバチ亜科とされ、クマバチ亜科やキマダラハナバチ亜科とともにコシブトハナバチ科と分類されていた。
- Anthophorini（コシブトハナバチ族）

#### ヒゲナガハナバチ亜科
以下の族が含まれる。かつて1990年代の分類ではコシブトハナバチ科コシブトハナバチ亜科とされていた。
- Ancylaini[8]
- Emphorini—(亜族としてAncyloscelidinaとEmphorinaを含む)
- Eucerini（ヒゲナガハナバチ族）
- Exomalopsini
- Tarsaliini[8]

#### Ctenoplectrinae亜科
かつてはCtenoplectridae科とされていた。日本には分布していないので和名はない。
以下の族が含まれる。
- Ctenoplectrini
- Tetrapediini

#### キマダラハナバチ亜科

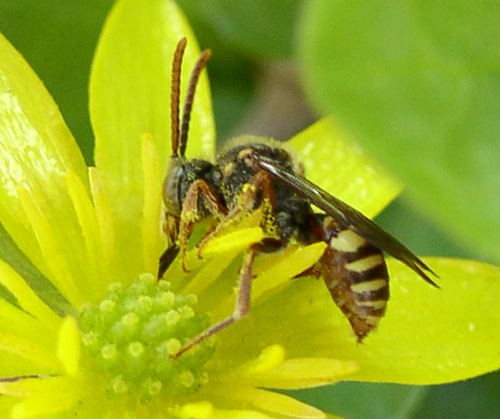
花にとまるキマダラハナバチの1種

いずれも他のハチの巣に労働寄生する。そのため英語ではcuckoo beesと呼ばれる。
以下の族が含まれる。
- Ammobatini
- Ammobatoidini
- Biastini
- Brachynomadini
- Epeolini—(スジヤドリハナバチ族・亜族としてEpeolina、Odyneropsina、およびThalestriinaを含む)
- Ericrocidini
- Hexepeolini
- Melectini（ヤドリコシブトハナバチ族）
- Neolarrini
- Nomadini（キマダラハナバチ族）
- Osirini
- Protepeolini
- Rhathymini
- Townsendiellini

#### クマバチ亜科

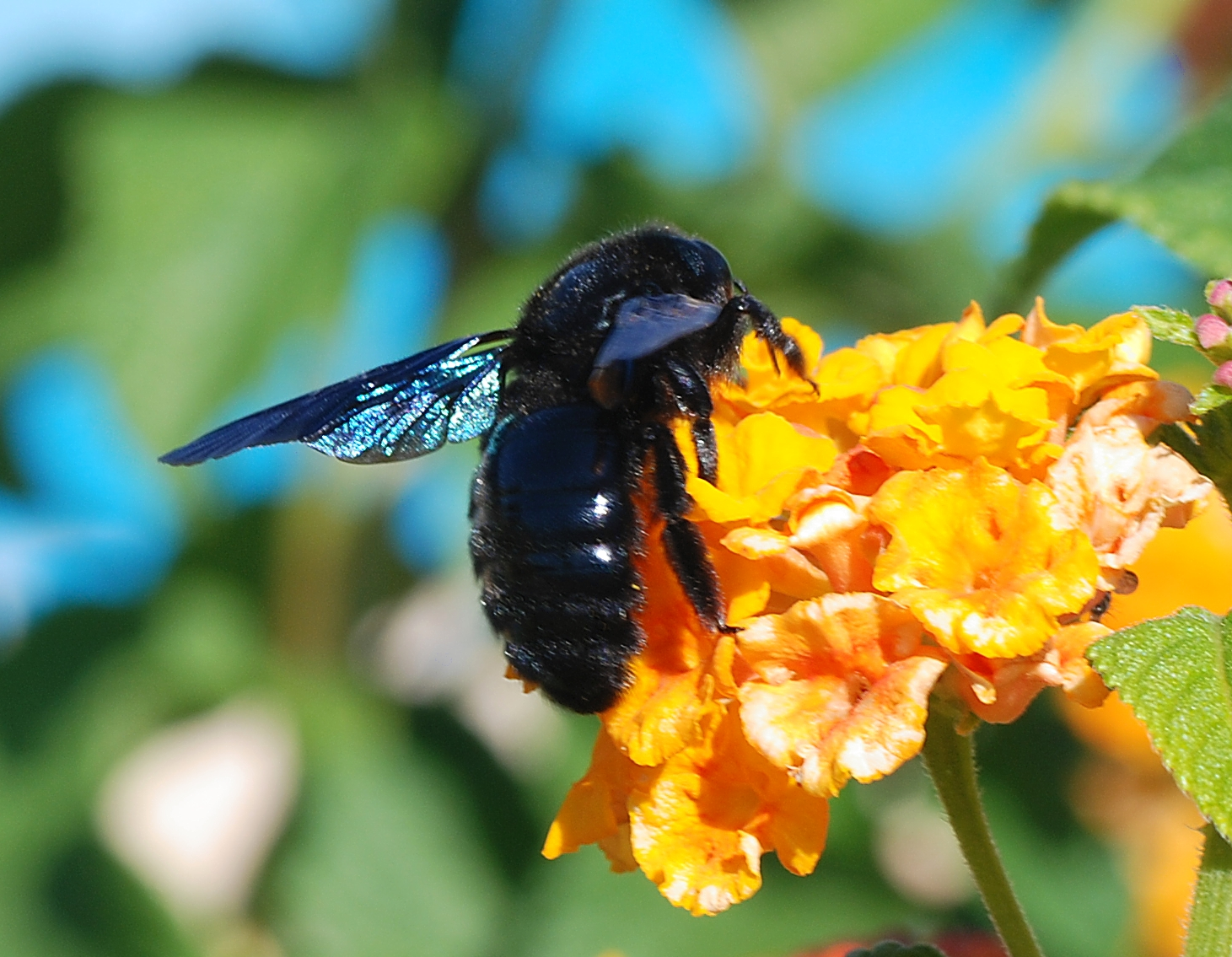
花にとまるクマバチの1種（Xylocopa violacea）

クマバチを含むクマバチ亜科は、ほとんどが単独種であるが、群生する傾向にある。アリハナバチ族のなかには、真社会性生活を営む種もいる。 
この亜科のほとんどの種は、植物の茎や木に巣を作る。
以下の族が含まれる。
- Allodapini（アリハナバチ族）
- Ceratinini（ツヤハナバチ族）
- Manueliini
- Xylocopini（クマバチ族）